# Cherthala
Cherthala (malabar: ചേർത്തല) es una ciudad del estado indio de Kerala perteneciente al distrito de Alappuzha.
En 2011, el municipio que formaba la ciudad tenía una población de 45 827 habitantes, siendo sede de un taluk con una población total de 542 657 habitantes. Las principales localidades del taluk, junto con la ciudad de Cherthala, son Pattanakkad, Thaikattussery y Kanjikuzhi.
Según la tradición local, la localidad tiene su origen en el templo de Deví que alberga, que habría sido fundado por Bilvá Mangala. Este templo es conocido por tener una peculiar garbhagriha subterránea que no puede ser vista directamente por los devotos.
Se ubica sobre la carretera 66 a medio camino entre Alappuzha y Cochín, sobre la península que separa el lago Vembanad del mar Arábigo.